# 제초제

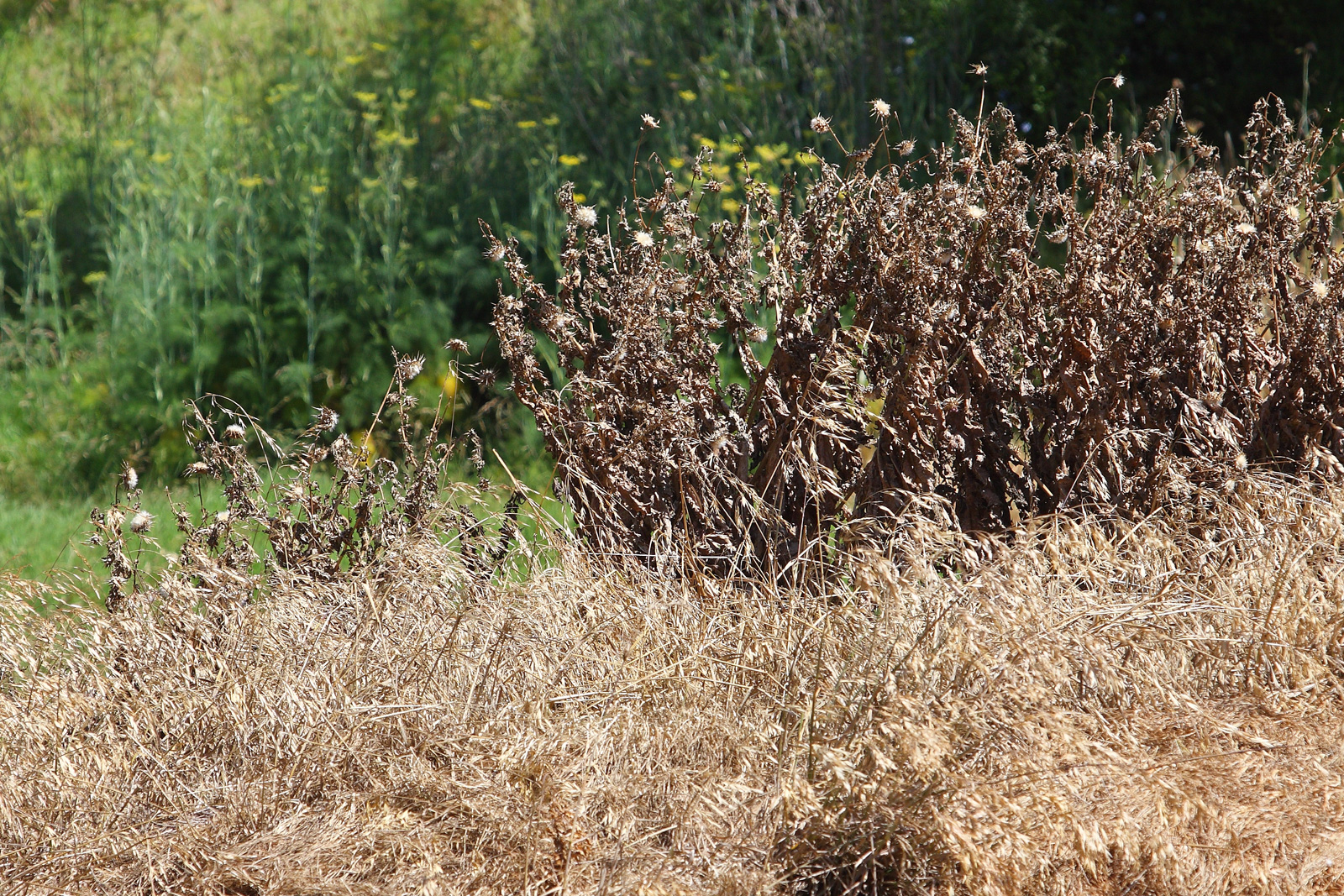
제초제로 인해 죽은 잡초

제초제(除草劑, 문화어: 풀약)는 원하지 않는 식물을 죽이는 데 쓰이는 물질이다. 제초제는 농업과 잔디 관리에 널리 이용된다. 미국에서는 약 70%가 농약으로 이용하고 있다.

## 제초제의 역사
토양 산도, 염도, 비옥도 등의 농업예찰로서 제초제의 광범위한 사용에 우선하여 잡초를 방제하는 데에 쓰였다. 기작과 침수 등의 기계적 잡초 방제는 잡초를 예찰하는 데에도 쓰였다. 19세기 후반에서 20세기 초 사이에 자연에서 나던 황산과 비소, 구리염, 석유, 등을 잡초 예찰에 사용하였으나 대부분이 인체에 독극물이거나 불에 약하고 부식에 약했다. 또한 잡초 예찰에 있어 비효율적인 면이 있고 가격도 비쌌다.

### 최초의 제초제

제2차 세계대전 도중에 발견한 최초의 제초제. 2,4-D

커다란 돌파 시도가 제2차 세계대전 도중에 있었다. 잠재된 제초제 전쟁 속에서 영미는 독자로 연구를 수행하였는데, 그것은 바로 2,4-D라는 합성농약이었다. 이 합성물은 임페리얼 케미컬 인더스트리(Imperial Chemical Industries)의 W. G. 템플먼(W. G. Templeman)이 처음으로 합성해낸 것이다. 1940년 인돌아세트산과 나프탈렌아세트산과 함께 그의 작품은 ‘적절히 적용된 생장물질이 작물에 해가 되는 것 없이 곡물 중의 특정 광엽 잡초를 적절히 죽인다는 점‘을 시사했다. 하지만 이러한 물질은 실제 농사 중 미생물의 쇠락으로 인해 토양의 수명이 굉장히 짧았고 가격도 너무 비쌌다. 1941년 즈음 템플먼 팀은 더욱 저렴한 값과 더 나은 효율로 같은 효과를 달성하도록 2,4-D 등 광범위한 종류의 화합물을 합성하는데 성공했다. 동 년, 미국의 R. 포커니도 마찬가지로 성과를 달성해냈다. 이와는 달리 로뎀스테드 실험연구소(Rodemsted Experimental Station)에서 일하던 주다 허쉬 카스텔(Judah Hirsch Quastell) 산하의 팀의 독자 연구에서도 같은 발견을 해냈다. 카스텔은 농업연구의회(Agricultural Research Council . 이하 ARC) 하에서 수확량을 향상시킬 방법을 찾는 업무를 수행했다. 비활성물질보다는 역동체계로서의 토양을 분석함으로써 그는 관류灌流 등의 기술들을 적용할 수가 있었다. 또, 토양 중 미생물 활동에 대해 다양한 식물 호르몬제(발아 후 제초제의 일종), 저해제, 기타 농약의 영향을 정량화시키며 식물 생장에 직접적인 영향을 가늠도 할 수 있었다. 팀의 모든 작업이 기밀로 부쳐진 반면 특정 발견은 2,4-D처럼 종전 후 상업용으로 개발이 진행되었다.
2,4-D는 1946년에 상업 출시가 되면서 농업 생산량에서 전지구적 혁명으로 촉발한, 최초로 성공한 선택성 제초제가 되었다. 이는 밀, 옥수수, 수수, 벼 등 벼과 및 수수과 작물에 대한 잡초 방제를 크게 강화시켰는데, 그 이유는 쌍떡잎식물(광엽식물) 뿐만 아니라 외떡잎식물(풀)도 제초하기 때문이다. 2,4-D의 값싼 가격 사람들이 오늘날까지 계속 이용하는 데에 이르게 해주었고 이는 세상에서 가장 많이 사용하는 제초제 중 하나가 되는데 한 몫을 했다.

## 오늘날 쓰이는 제초제
오늘날 쓰이는 제초제는 이를테면 다음과 같다.
- 이사디(2,4-D)
- 아미노피랄리드
- 아트라진
- 클로피랄리드
- 디캄바
- 염소산나트륨

## 같이 보기
- 살충제
- 고엽제
- 잡초